# Лобков, Алексей Иванович
Алексей Иванович Лобков (1813? — 19 марта 1868 года) — русский предприниматель (иногда его называют купцом), благотворитель и коллекционер XIX века.

## Биография
Алексей Лобков был разбогатевшим выходцем из мещан. Однако по другим данным его отец Иван Лобков, отпущенный на волю дворовой человек графа Н. П. Шереметьева, к концу жизни был потомственным почётным гражданином и купцом 1-й гильдии. Он владел усадьбой на Покровке и передал её по наследству сыну Алексею, который за свою благотворительность получит позже потомственное дворянство.
Почетный гражданин А. И. Лобков, действительный статский советник, обладал большими средствами. Создатель Варваринского сиротского приюта на Шаболовке, для которого Лобков после эпидемии холеры, оставившей много сирот, купил землю и в 1849 организовал строительство здания по проекту М. Д. Быковского с домовой церковью святой Варвары, построенной в 1850 году (освящена в 1855) в память об умершей дочери Лобкова, которую звали Варвара (Понырко). На рубеже веков в приюте занимались образованием девочек. Благотворительному заведению покровительствовала княгиня Елизавета Фёдоровна. После революции в здании располагался детский дом им. Некрасова, а спустя время и до 1967 года — Телецентр СССР. Здание сохранилось до наших дней, однако в измененном виде — его приметный купол был демонтирован.
Интересовался отечественной археологией, был членом Московского исторического общества и Датского Королевского общества любителей древностей. Коллекционировал древности — старые книги, иконы, картины, манускрипты и рукописи. Состоял в переписке по духовным вопросам с митрополитом Филаретом, расположением которого пользовался. Являлся славянофилом. Заказал у Михаила Скотти триптих о событиях конца Смутного времени. После смерти Лобкова часть его книжного собрания досталась Хлудовым.